# 하산보이 두스마토프
하산보이 마이루프자노비치 두스마토프(우즈베크어: Hasanboy Maʼrufjonovich Doʻsmatov 하산보이 마루프조노비치 도스마토프, 러시아어: Хасанбой Маъруфжанович Дусматов, 1993년 6월 24일~)는 우즈베키스탄의 권투 선수로 2016년 하계 올림픽에서 라이트플라이급 금메달을 획득했다.